# Smicridea cubana
Smicridea cubana är en nattsländeart som beskrevs av Kumanski 1987. Smicridea cubana ingår i släktet Smicridea och familjen ryssjenattsländor. Inga underarter finns listade i Catalogue of Life.